# カミラロイ語
カミラロイ語（Kamilaroi、Gamilaraay language）はパマ・ニュンガン語族のウィラドゥリ諸語に属する言語で、ニューサウスウェールズ州に居住していたアボリジニであるカミラロイ族の民族言語であったが、2006年時点で母語話者が35人のみであり、全員英語を交えて会話するようになっている。しかし、カミラロイと移住者の混血は数千人おり、いくつかのオーストラリアの学校ではカミラロイ語が教えられている。

## 表記
カミラロイ(Gamilaraay)のGamilは"No"を意味し、また表記はCamilaroi、Kamalarai、Kamilaroi、Gamilaraay、Gamilaroi
など様々である。また
Yuwaalaraay、Yuwaaliyaay (Euahlayi)、Gunjbaraay、Gawambaraay、Wirray、 Wirray (Wiriwiri)、 Walaraayなどの方言がある。

## 音韻

### 母音
|        | 前舌母音 | 後舌母音 |
| ------ | -------- | -------- |
| 狭母音 | [i, iː]  | [u, uː]  |
| 広母音 | [a, aː]  | [a, aː]  |

/wa/は[wo]と認識される。

### 子音
|        | en:Peripheral consonant | en:Peripheral consonant | 舌端音   | 舌端音 | 舌尖音 | 舌尖音   |
|        | 両唇音                  | 軟口蓋音                | 硬口蓋音 | 歯音   | 歯茎音 | そり舌音 |
| ------ | ----------------------- | ----------------------- | -------- | ------ | ------ | -------- |
| 破裂音 | [b]                     | [ɡ]                     | [ɟ]      | [d̪]    | [d]    |          |
| 鼻音   | [m]                     | [ŋ]                     | [ɲ]      | [n̪]    | [n]    |          |
| 側面音 |                         |                         |          |        | [l]    |          |
| R音    |                         |                         |          |        | [r]    | [ɻ]      |
| 半母音 | [w]                     | [w]                     | [j]      |        |        |          |

/wu/と/ji/は初期に[u]と[i]に単純化したと思われる。

### ストレス
長母音にストレスが生じる。語中に長母音がない場合は、最初の音節にストレスが来る。ストレスのかかった音節の前後に短母音が2つ合った場合にもストレスが生じる。